# Giovanni Raboni
Giovanni Raboni (Milano, 22 gennaio 1932 – Fontanellato, 16 settembre 2004) è stato un poeta, critico letterario, giornalista, traduttore e scrittore italiano appartenente alla "generazione degli anni Trenta", insieme ad alcuni dei più conosciuti nomi della letteratura italiana.
Compagno della poetessa e traduttrice Patrizia Valduga, la loro relazione è durata dal 1981 fino alla sua morte.

## Biografia
Giovanni Raboni nacque a Milano il 22 gennaio 1932, secondogenito di Giuseppe, impiegato come funzionario al Comune di Milano, e Matilde Sommariva, proveniente da una famiglia portata verso il mondo artistico. In famiglia riceve un'educazione cattolica. Nel 1938 venne iscritto presso la Scuola elementare "Cardinale F. Borromeo" che frequentò fino alla terza, per passare poi all'"Istituto Gonzaga" di via Vitruvio già frequentato dal fratello Fulvio.
Nell'ottobre del 1942, in seguito al primo bombardamento diurno su Milano, il padre condusse la famiglia a Sant'Ambrogio Olona, una frazione distante circa un chilometro da Varese, dove Giovanni frequenterà la quinta elementare. Nel 1943, per frequentare la scuola media, Giovanni avrebbe dovuto recarsi a Varese, ma il padre preferisce che studi privatamente a Sant'Ambrogio visti i pericoli della guerra ancora in corso.
Sono questi anni sereni, pur nella consapevolezza di quanto stava accadendo, e di grandi letture grazie alla passione del padre per la letteratura europea dell'Ottocento, soprattutto per la narrativa russa e francese. In questi anni legge Proust, Dickens, Dostoevskij e quando il cugino Giandomenico Guarino, attento lettore della narrativa e poesia contemporanea, si rifugia a Sant'Ambrogio dopo l'8 settembre, Giovanni inizia a leggere Piovene, Buzzati, Ungaretti, Quasimodo, Cardarelli e Montale del quale il poeta dice:
(Giovanni Raboni)
Il padre sceglieva i libri per la famiglia prestando attenzione alle novità dell'editoria ed era riuscito anche a procurarsi una copia clandestina di Americana, l'antologia curata da Elio Vittorini che nel 1941 era stata sequestrata dalla censura fascista per poi essere ripubblicata nel 1942 da Bompiani, pur con l'eliminazione di molte note critiche. In questo periodo anche la musica lo appassionava e aveva iniziato, anche per desiderio della madre, a studiare il pianoforte, studio che però dovette interrompere a causa dello sfollamento.
Subito dopo la Liberazione la famiglia di Giovanni ritornò a vivere a Milano e nell'autunno del 1945 il giovane verrà iscritto al Liceo Ginnasio Giuseppe Parini che però frequenterà in modo saltuario e che abbandonerà, insieme all'amico Arrigo Lampugnani Nigri, per iscriversi, in terza liceo, al "Carducci" che frequenterà per poco tempo. Arrigo Lampugnani, insieme a Bianca Bottero sua futura moglie, erano stati suoi compagni di classe nel 1947, anno di prima Liceo. Nel 1948, a casa dell'amico Lampugnani, conoscerà Vittorio Sereni al quale lo legherà una profonda amicizia.
Continuano intanto le letture di importanti scrittori, come Hemingway, Steinbeck, Faulkner, Saroyan, che venivano pubblicati in quegli anni tradotti dall'editoria italiana. Non smetterà inoltre di leggere sistematicamente i poeti italiani contemporanei che in quegli anni pubblicarono molte tra le loro più significative opere e continuerà a leggere Vittorini e a scoprire le importanti riviste dell'epoca come Il Politecnico, Costume, diretta da Carlo Bo, La Rassegna d'Italia, Società e soprattutto le riviste politico-culturali di sinistra.
Nacque in questo periodo anche la passione per il cinema e iniziò così a frequentare con il fratello Fulvio, utilizzando le tessere omaggio della Segreteria generale del Comune, le sale cinematografiche e nel 1946 ebbe l'opportunità di partecipare al "Festival internazionale 50 anni del cinema. Sempre in questi anni sviluppò anche l'amore per la musica riuscendo ad ascoltare dal vivo opere indimenticabili grazie ai "Concerti sinfonici di primavera per l'Anno Santo 1950". Nel 1949 parteciperà ai "Concorsi studenteschi di poesia e novellistica e pittura e disegno" e verrà premiato al "Teatro della Basilica" con Poesia per Bianca da una commissione composta da autorevoli letterati come Carlo Bo, Angelo Romanò, Davide Turoldo, Orio Vergani.
Nel 1950, preparatosi da privatista, sostenne con l'amico Lampugnani gli esami di maturità al liceo Carducci e tra agosto e settembre si recherà con il padre a Venezia per una breve vacanza. Nell'autunno si iscrisse alla Facoltà di Giurisprudenza e iniziò a frequentare Bianca Bottero studentessa alla facoltà di Architettura. Saranno questi per Giovanni anni felici durante i quali, libero dalla costrizione liceale, si sentirà finalmente libero. Continuerà ad esercitarsi nelle prove poetiche e a frequentare i teatri, il cinema e le sale da concerto.
Completati gli studi di giurisprudenza, si dedica per qualche anno alla professione di avvocato. Inizia a lavorare nel mondo giornalistico, professione che a fasi alterne lo vedrà collaborare a periodici e quotidiani, dapprima come segretario di redazione della rivista diretta da Enzo Paci aut aut, poi scrivendo per Quaderni Piacentini di Piergiorgio Bellocchio e Paragone di Roberto Longhi, infine per il Corriere della Sera, al quale rimarrà legato per molto tempo, senza mai però abbandonare la sua vena poetica.
Al centro di tutta l'opera di Raboni è Milano e la città continuò ad essere fino all'ultimo la protagonista della sua opera.
Nel 1958 si sposa con Bianca Bottero, madre dei suoi tre figli: Lazzaro, Pietro e Giulia. Quest'ultima, nata a Camogli il 26 gennaio del 1963, è poi divenuta docente universitaria di Filologia. Nel 1961 pubblica due brevi raccolte di poesie, Il catalogo è questo e L'insalubrità dell'aria alle quali faranno seguito Le case della Vetra nel 1966, Cadenza d'inganno nel 1975, Nel grave sogno nel 1982 e nel 1988 l'importante volume antologico di testi editi e inediti A tanto caro sangue.
Nel 1969 conobbe, in casa di Angelo Maria Ripellino, la slavista Serena Vitale. L'anno successivo i due iniziarono una lunga convivenza che sfociò nelle nozze del 1979 Il matrimonio durò però appena due anni, perché Raboni si unì sentimentalmente alla poetessa veneta Patrizia Valduga.
Negli anni settanta Raboni assume anche la direzione editoriale della collana di poesia "I quaderni della Fenice" per la casa editrice Guanda svolgendo una funzione importante per la poesia italiana di quegli anni, quella di talent scout, permettendo così a decine di giovani autori di farsi conoscere spesso per la prima volta. Tra i suoi saggi di critica letteraria vi sono Poesia degli anni sessanta del 1968, Quaderno in prosa del 1981. Il volume La fossa di Cherubino del 1980 raccoglie tutte le sue prose narrative. Nel 1972 su L'almanacco dello Specchio ha accompagnato con una sua lucida ed esplicativa nota critica alcuni testi di Giampiero Neri.

Raboni con Giacomo Manzoni

Raboni entra nel comitato direzionale del Piccolo Teatro di Milano, scrive svariati testi teatrali tra i quali Alcesti o la recita dell'esilio, che viene accolto molto bene sia dalla critica sia dal pubblico e, nella sua molteplicità d'interessi, continua a scrivere poesie tra le quali Canzonelle mondi nel 1985, Versi guerrieri e amorosi nel 1990, Ogni terzo pensiero nel 1993 (con la quale vince il Premio Viareggio per la poesia), Quare tristis nel 1998 e Barlumi di Storia nel 2002.
Una delle sue ultime composizioni è la nota Canzone del danno e della beffa, pubblicata postuma dal Corriere della Sera nel novembre del 2004. Nel 2003 cura la pubblicazione del libro di Pierluigi Panza su Marguerite Duras Nei luoghi perduti dell'Amante. L'intera produzione poetica nel 1997 verrà raccolta in Tutte le poesie 1951-1993. 
Giovanni Raboni muore il 16 settembre 2004 a Fontanellato in seguito ad un attacco cardiaco. Aveva scritto che la morte, nella sua inesorabile fatalità, andava attesa con sereno distacco, nei versi conclusivi della sua ultima opera, Barlumi di storia.
Riposa, tumulato nella cripta del Famedio, al cimitero monumentale di Milano.
La sua ultima compagna, con lui dal 1981 sino alla sua morte, la poetessa Patrizia Valduga, ha scritto la postfazione alla sua ultima raccolta poetica, dal titolo Ultimi versi, edita postuma nel 2006.
Nei due anni prima della morte aveva fatto parte della giuria dei premi Mondello e del premio Bagutta.

## Opere principali

### Poesia
- Il catalogo è questo: quindici poesie, con nota di Carlo Bertocchi, Lampugnani Nigri, Milano, 1961
- L'insalubrità dell'aria, All'insegna del pesce d'oro, Vanni Scheiwiller, Milano, 1963
- Le case della Vetra, Arnoldo Mondadori Editore, Milano, 1966
- Gesta romanorum: 20 poesie, Lampugnani Nigri, Milano, 1967;
- Economia della paura, All'insegna del pesce d'oro, Vanni Scheiwiller, Milano, 1971
- Cadenza d'inganno, Mondadori, Milano, 1975
- II più freddo anno di grazia, presentato da Vittorio Sereni ed Enzo Siciliano, San Marco dei Giustiniani, Genova, 1978
- Nel grave sogno, Mondadori, Milano, 1982
- Raboni, Manzoni, Il ventaglio, Milano, 1985
- Canzonette mortali, Crocetti, Milano, 1987
- A tanto caro sangue: Poesie 1953-1987, Mondadori, Milano, 1988
- Transeuropa, Mondadori, Milano, 1988
- Versi guerrieri e amorosi, Einaudi, Torino, 1990
- Un gatto più un gatto, con illustrazioni di Nicoletta Costa, Mondadori, 1991
- Ogni terzo pensiero, Raccolto, Cascina del Guado, 1991. A cura di Daniele Oppi con una acquaforte di Marco Viggi
- Ogni terzo pensiero, Mondadori, Milano, 1993.
- Devozioni perverse, Rizzoli, Milano, 1994
- Nel libro della mente, con sette incisioni di Attilio Steffanoni, All'insegna del pesce d'oro, Vanni Scheiwiller, 1997
- Quare tristis, Mondadori, Milano, 1998
- Rappresentazione della croce, Garzanti, 2000
- Tutte le poesie (1951-1998), Garzanti, Milano 2000
- Alcesti o la recita dell'esilio, Garzanti, 2002
- Barlumi di storia, Mondadori, 2002
- Ultimi versi, prefazione di Patrizia Valduga, postumo, Garzanti, 2006
- Tutte le poesie, a cura di Rodolfo Zucco, Einaudi, 2014

### Saggistica
- Poesia degli anni sessanta, Editori Riuniti, Roma, 1976.
- Poesia italiana contemporanea, Sansoni, Firenze, 1980.
- Quaderno in prosa, Collana Letteratura n.3, Lampugnani Nigri, Milano, 1981.
- Baj. Idraulica con Gillo Dorfles, Skira, Milano, 2003, ISBN 978-88-849-1458-3.
- La poesia che si fa. Critica e storia del Novecento poetico italiano 1959-2004, Collana Saggi, Garzanti, Milano, 2005, ISBN 978-88-116-0026-8.
- Baudelaire (e Flaubert). La carne si fa parola, Postfazione e cura di Patrizia Valduga, Torino, Einaudi, 2021, ISBN 978-88-062-5070-6.

### Narrativa
- La fossa di Cherubino, Guanda, Milano, 1980.

### Traduzioni principali
- Gustave Flaubert, L'educazione sentimentale, Milano, Garzanti, 1966.
- Philippe Labro, Bilancio di maggio, Milano, Mondadori, 1968.
- Louis Aragon, Bianca e l'oblio, Milano, Mondadori, 1969.
- Francis Simons, Discorso sull'infallibilità, Milano, Mondadori, 1969. (con Riccardo Mainardi)
- François Mauriac, Un adolescente d'altri tempi, Milano, Mondadori, 1971.
- Charles Baudelaire, Poesie e prose, Collana I Meridiani, Milano, Mondadori, 1973; nuova ed. riveduta col titolo Opere, ivi, 1996 (con altri).
- Stanley Ellin, La specialità della casa e altre storie del mistero, Milano, Mondadori, 1973. (con Aldo Camerino)
- Guillaume Apollinaire, Bestiario, o il corteggio d'Orfeo, Parma, Guanda, 1977.
- Jacques Prévert, Poesie, Parma, Guanda, 1979. (con Maurizio Cucchi)
- Guillaume Apollinaire, Alcools, Milano, Il Saggiatore, 1981. (con Vittorio Sereni)
- Louis-Ferdinand Céline, Mea culpa, Parma, Guanda, 1982.
- Jean Racine, Fedra, Teatro Stabile Torino, 1983; Milano, BUR, 1984.
- Charles Baudelaire I fiori del male e altre poesie, Torino, Einaudi, [Raboni licenziò 5 versioni rivedute: 1987, 1992, 1999]
- Paul Claudel, Cantico di mezzogiorno, Salone Pier Lombardo, 1988.
- Victor Hugo, Ruy Blas, Teatro Stabile Torino, 1995; Torino, Einaudi, 1996.
- Marcel Proust, Alla ricerca del tempo perduto, Mondadori ("I Meridiani"), 1983-1998[10]
- Euripide, Ecuba, Teatro di Roma, 1994.
- Gustave Flaubert, Tre racconti, 2000.
- Jean-Charles Vegliante, Nel lutto della luce, Torino, Einaudi, 2004
- Thomas Stearns Eliot, Assassinio nella cattedrale, Teatro Biondo Stabile di Palermo, 2006.
- Teatro. Testi e traduzioni, Collana Oscar Baobab. Moderni, Milano, Mondadori, 2024, ISBN 978-88-047-7772-4.

## Riconoscimenti
Raboni ottenne durante la sua carriera letteraria numerosi premi.
- Nel 1986 gli è stato assegnato il Premio Camaiore[11]
- Nel 1994 ha vinto il Premio Viareggio per la poesia[12]
- Nel 1994 ha ricevuto il Premio Grinzane Cavour per la traduzione
- Nel 1994 gli è stato assegnato il Aristeion Prize
- Nel 1997 ha vinto il Premio Mondello
- Nel 1997 ha ricevuto la Medaglia d’oro di Riconoscenza della Provincia di Milano[13]
- Nel 1998 gli è stato assegnato il Premio Bagutta
- Nel 2002 gli è stato assegnato il Premio Alberto Moravia
- Nel 2003 aveva ricevuto il premio Librex Montale
- Nel 2003 gli è stato assegnato il Premio Brancati per la poesia[14]
- Nel 2009 gli viene attribuito l'Ambrogino d'oro - Medaglia d'oro alla memoria